# Operação Ressonância
A Operação Ressonância foi uma operação da Polícia Federal brasileira realizada em 4 de julho de 2018. A operação deflagrada pela PF foi em conjunto com o Ministério Público Federal (MPF) no Rio de Janeiro, o Conselho Administrativo de Defesa Econômica (Cade), o Tribunal de Contas da União (TCU), a Controladoria Geral da União (CGU), e a Receita Federal, e teve operação teve com base em provas colhidas durante a Operação Fatura Exposta, um desdobramento da Lava Jato no estado do Rio de Janeiro.
Os agentes federais cumpriram mandados de busca e apreensão no apartamento do ex-secretário estadual de Saúde Sérgio Côrtes e de prisão contra os empresários Miguel Iskin, apontado como chefe de um cartel de empresas que atuava no Instituto Nacional de Traumatologia e Ortopedia Jamil Haddad (Into), e Gustavo Estellita, seu sócio. Foi decretado o bloqueio de bens de todos os investigados no valor de 1,2 bilhão de reais. Entre os presos, também estava o chefe da multinacional General Electric (GE), na América Latina.